# Xã Bastress, Quận Lycoming, Pennsylvania
Xã Bastress (tiếng Anh: Bastress Township) là một xã thuộc quận Lycoming, tiểu bang Pennsylvania, Hoa Kỳ. Năm 2010, dân số của xã này là 546 người.